# La Dernière Folie de Mel Brooks
Pour plus de détails, voir Fiche technique et Distribution.
La Dernière Folie de Mel Brooks (titre original : Silent movie) est un film américain réalisé par Mel Brooks, sorti en 1976.

## Synopsis
Mel Funn (Mel Brooks), un cinéaste hollywoodien sorti d'une cure de désintoxication, tente de convaincre les responsables d'un studio de cinéma de produire le premier film muet réalisé depuis quarante ans. Pour ce faire, Funn et ses amis (Marty Feldman et Dom DeLuise) vont se mettre en contact avec plusieurs acteurs connus afin que ceux-ci jouent dans leur film.

## Fiche technique
- Titre : La Dernière Folie de Mel Brooks
- Titre original :  Silent movie
- Réalisation : Mel Brooks
- Photographie : Paul Lohmann
- Montage : Stanford C. Allen, John C. Howard
- Musique : John Morris
- Direction artistique : Albert Brenner
- Décors : Rick Simpson
- Costumes : Patricia Norris
- Casting : Mary Goldberg
- Producteur : Michael Hertzberg
- Société de production : Crossbow Productions
- Société de distribution : 20th Century Fox
- Pays de production :  États-Unis
- Langue : cinéma muet (un mot en français)
- Format : Couleur par Deluxe — 35 mm — 1,66:1 — Son : Dolby Stereo
- Genre : Comédie
- Durée : 86 minutes
- Dates de sortie :
  - États-Unis : 16 juin 1976
  - France : 13 octobre 1976
  - Allemagne de l'Ouest : 29 octobre 1976
  - Italie : 27 novembre 1976
  - Royaume-Uni : 2 décembre 1976

## Distribution
- Mel Brooks : Mel Funn
- Marty Feldman : Marty Eggs
- Dom DeLuise : Dom Bell
- Sid Caesar : chef de studio
- Harold Gould : Engulf
- Ron Carey : Devour
- Bernadette Peters : Vilma Kaplan
- Carol DeLuise : une femme enceinte (Carol Arthur)
- Liam Dunn : Le marchand de journaux
- Fritz Feld : Le maitre d'hôtel
- Chuck McCann : Le gardien du studio
- Valerie Curtin : L'infirmière
- Burt Reynolds : lui-même
- James Caan : lui-même
- Liza Minnelli : elle-même
- Anne Bancroft : elle-même
- Marcel Marceau : lui-même (paradoxalement le seul personnage parlant de ce film muet)
- Paul Newman : lui-même